# Puschma
Die Puschma (russisch Пушма) ist ein rechter Nebenfluss des Jug in der Oblast Kirow im Norden des europäischen Teils von Russland.
Die Puschma entspringt 15 km nördlich von Oparino im Rajon Oparino. Sie fließt anfangs nach Norden, wendet sich dann aber nach Westen. Sie durchfließt anschließend den Rajon Podossinowez in westlicher Richtung. Dabei passiert der Fluss den gleichnamigen Ort Puschma.
Schließlich erreicht die Puschma bei Podossinowez den nach Norden strömenden Jug, den rechten Quellfluss der Nördlichen Dwina.
Die Puschma hat eine Länge von 171 km. Sie entwässert ein Areal von 2520 km².
Sie wird hauptsächlich von der Schneeschmelze gespeist. 
Das Frühjahrshochwasser findet in den Monaten April und Mai statt. 
Der mittlere Abfluss 30 km oberhalb der Mündung beträgt 18 m³/s.
Die Puschma ist zwischen Ende Oktober / November und April / Anfang Mai eisbedeckt. 
Der Fluss wurde zumindest früher zum Flößen genutzt.